# 奧康納冰原島峰
76°26′S 143°25′W / 76.433°S 143.417°W
奧康納冰原島峰（英語：O'Connor Nunataks）是南極洲的冰原島峰，位於瑪麗伯德地，處於格里菲斯冰原島峰東北面9公里，屬於福特山脈的一部分，在1940年由美國研究隊發現，現時由南極條約體系管理。